# فرع راحي سطحي للشريان الكعبري
فرع راحي سطحي للشريان الكعبري (بالإنجليزية: Superficial palmar branch of radial artery)‏ هو شريان يتفرعُ من شريان كعبري.

## فروعه
يخرجُ منه الفروع التالية:
- قوس راحي سطحي